# Jen Ellis
Jen Ellis (Boston) és la directora principal de la comunitat i relacions públiques de la companyia de seguretat en Internet Rapid7. Part de la seva responsabilitat gira al voltant de l'educació del Govern en matèria de seguretat per tal d'influir positivament en la legislació i altres iniciatives que poden impactar en la comunitat de seguretat. El 2015, Ellis va testificar davant el Congrés americà sobre els reptes legals que enfronten els investigadors de seguretat i les implicacions de la reforma de la Llei de Frau i la llei federal anti-pirateria nord-americana.
Ellis participa sovint com a experta i com a conferenciant en esdeveniments de la indústria de seguretat incloent HOPE, Derbycon, FONT, diversos BSides, etc.